# Optimist

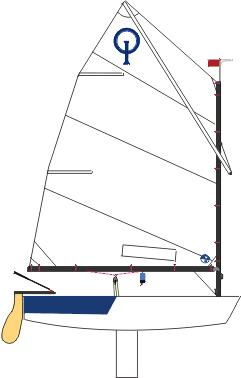
Modelo de embarcação da classe Optimist.

Optimist é um veleiro, um pequeno barco monotipo de bolina, podendo ser de madeira ou fibra de vidro. O Optimist é recomendado para crianças de 7 a 15 anos, com no máximo 60 kg. Foi concebido por Clark Mills em 1947.
No início eram caixotes com velas improvisadas com que a garotada de Clearwater, Flórida disputava suas regatas, anualmente era realizado o "Derby dos Caixotes de Sabão". Os dirigentes do Clearwater Optimist Club em 1948 decidiram fazer algo mais parecido com um barco, daí saiu o atual modelo. Seu nome (Optimist significa Otimista em português)se deve ao uso do barco em reabilitação de crianças no instituto.

Símbolo da classe Optimist

Em agosto de 1965 foi fundada a associação internacional da classe, a IODA (International Optimist Dinghy Association). Em Portugal foi fundada a APCIO (Associação Portuguesa Da Classe International Optimist).
Por ser seguro, bastante estável e barato, o Optimist é uma das classes mais difundidas do planeta. Atualmente várias empresas de fabrico de embarcações dedicaram-se também à produção de Optimists tais como a Winner Optimist, Opti-X, Nautivela, Bluemagic. E às suas velas: Olimpic Sails, Pires de Lima, J Sails, North Sails, etc.

## Dimensões
- Tipo de vela: Vela de espicha
- Comprimento total: 2,34 m
- Largura: 1,13 m
- Deslocamento: 35 kg
- Área vélica: 3,25 m²
- Tripulação: 1 Pessoa

## Características
Além de ser um barco de iniciação à vela por excelência para os jovens navegadores pelo facto do seu formato rectangular (caixa de sabão) e uma proa plano, o que impede velocidades elevadas, o Optimist é também característico com a sua vela aúrica e o seu pau que em diagonal prende a vela trapezoidal, a espicha também conhecida como pique.

## Campeões Brasileiros
- 1973 — Eduardo Melchert (YCSA — Yacht Club Santo Amaro)
- 1974 — Marcelo Maia (ICB — Iate Clube de Brasília)
- 1975 — Eduardo Melchert (YCSA — Yacht Club Santo Amaro)
- 1976 — Otávio Almeida (Clube de Campo São Paulo)
- 1977 — Helio Hasselmann (RYC — Rio Yacht Club)
- 1978 — Otávio Almeida (CCSP — Clube de Campo São Paulo)
- 1979 — Carlos Henrique Wanderley (YCSA — Yacht Club Santo Amaro)
- 1980 — Carlos Henrique Wanderley (YCSA — Yacht Club Santo Amaro)
- 1981 — Carlos Henrique Wanderley (YCSA — Yacht Club Santo Amaro)
- 1982 — Sérgio Machado Araújo (ICSC — Iate Clube de Santa Catarina — Veleiros da Ilha)
- 1983 — Edson Medeiros de Araújo Jr. (ICSC — Iate Clube de Santa Catarina — Veleiros da Ilha)
- 1984 — Edson Medeiros de Araújo Jr. (ICSC — Iate Clube de Santa Catarina — Veleiros da Ilha)
- 1985 — Luis Felipe Echenique (YCSA — Yacht Club Santo Amaro)
- 1986 — Luis Felipe Echenique (YCSA — Yacht Club Santo Amaro)
- 1987 — Alexandre Paradeda (CDJ — Clube dos Jangadeiros)
- 1988 — Ricardo Dias Paradeda (CDJ — Clube dos Jangadeiros)
- 1989 — Marcelo Reis da Fonseca (CC)
- 1990 — Rodrigo Amado (CNC — Clube Naval Charitas)
- 1991 — Rodrigo Amado (CNC — Clube Naval Charitas)
- 1992 — André Otto Fonseca (ICSC — Iate Clube de Santa Catarina — Veleiros da Ilha)
- 1993 — Mário Urban (YCB — Yacht Club da Bahia)
- 1994 — Frederico Plass Rizzo (CDJ — Clube dos Jangadeiros)
- 1995 — Frederico Vasconcellos (CC)
- 1996 — Frederico Plass Rizzo (CDJ — Clube dos Jangadeiros)
- 1997 — Rafael Godoy Lima (CNC — Clube Naval Charitas)
- 1998 — Gustavo Mascarenhas (CC)
- 1999 — Bernardo Garcia de Paiva (ICRJ — Iate Clube do Rio de Janeiro)
- 2000 — Matheus Dellagnello (LIC — Lagoa Iate Clube)
- 2001 — Matheus Dellagnello (LIC — Lagoa Iate Clube)
- 2001 — Andrea Lobo da Rosa Borges
- 2002 — Gabriel Barros D. Lorenzo (CC)
- 2002 — Juliana Siqueira Senfft
- 2003 — Marco Grael (RYC — Rio Yacht Club)
- 2003 — Juliana Siqueira Senfft
- 2004 — Gabriel Melchert (YCSA — Yacht Club Santo Amaro)
- 2004 — Martine Grael
- 2005 — Ronyon Silva (GVI — Gremio de Vela de Ilhabela)
- 2005 — Daniele Fuhrich
- 2006 — Alexandre Alencastro (ICRJ — Iate Clube do Rio de Janeiro)
- 2006 — Martine Grael
- 2007 — Carlo Mazzaferro (CCC — Clube de Campo Castelo)
- 2007 — Claudia Mazzaferro (CCC — Clube de Campo Castelo)
- 2008 — Carlo Mazzaferro (YCSA — Yacht Club Santo Amaro)
- 2008 — Claudia Mazzaferro (YCSA — Yacht Club Santo Amaro)
- 2009 — Caio Swan de Freitas (RYC — Rio Yacht Club)
- 2009 — Isabella Reis de Brito Fernandes
- 2010 — Martin Lowy (YCSA — Yacht Club Santo Amaro)
- 2011 — Gabriel Elstrod (YCSA — Yacht Club Santo Amaro)
- 2012 Geral: Leonardo Lombardi (CNC — Clube Naval Charitas)
- 2013 Geral: Pedro Correa (YCSA — Yacht Club Santo Amaro)
- 2014 Geral: Tiago Quevedo (VDS — Veleiros do Sul)
- 2015 Geral: Tiago Quevedo (VDS — Veleiros do Sul)
- 2016 Geral: Tiago Monteiro (CICP — Cabanga Iate Clube de Pernambuco)
- 2016 Feminino: Marina da Fonte (CICP — Cabanga Iate Clube de Pernambuco)
- 2017 Geral: Nicolas Yudji Bernal (YCSA — Yacht Club Santo Amaro)
- 2017 Feminino: Marina da Fonte (CICP — Cabanga Iate Clube de Pernambuco)
- 2018 Geral: Leonardo Mirow (ICRJ — Iate Clube do Rio de Janeiro)
- 2018 Feminino: Nina Borges Pessôa (CNC — Clube Naval Charitas)
- 2019 Masculino: Gustavo Glimm (VDS — Veleiros do Sul)
- 2019 Feminino:ALFAFA